# Miécourt
Miécourt is een plaats en voormalige gemeente in het Zwitserse kanton Jura, en maakt deel uit van het district Porrentruy.
Miécourt telt 427 inwoners. In 2009 is de gemeente gefuseerd naar de nieuwe gemeente La Baroche.